# Palais de justice de Turku
Le palais de justice (finnois : Turun oikeustalo) est un bâtiment du quartier VIII à Turku en Finlande.

## Présentation
Le palais de justice a été achevé sur le terrain d'angle de Sairashuoneenkatu et Linnankatu en 1998.
Il a été construit par l'Agence immobilière de l'État et conçu par l'architecte Pekka Pitkänen.
En raison des réformes qui ont eu lieu dans le système judiciaire, le bâtiment abrite actuellement le tribunal administratif de Turku, le tribunal de district de Finlande propre et le bureau du bureau du procureur de Turku,,.
Le palais de justice compte dix salles d'audience situées dans le bâtiment de 3 étages recouvert de carreaux de granite gris le long de Sairashuonekatu.
Les salles d'audience criminelle sont au rez-de-chaussée du bâtiment, les autres salles d'audience sont au troisième étage.
L'un des points de départ de la conception était que les halls devaient recevoir la lumière du jour.
La partie du palais de justice abritant les bureaux haute de six étages en plâtre clair est située à l'arrière de la parcelle sur la pente de Kakolanmäki.
La première salle d'audience de Finlande équipée de dispositifs de sécurité spéciaux a été construite au sous-sol du palais de justice.
L'entrée du palais de justice se fait depuis la place dans la cour de l'ancienne usine de bouchons en liège par le poste de contrôle de sécurité qui a été construit devant la maison.
Dans la conception de l'intérieur, une attention particulière a été accordée à l'aspect spacieux des halls d'attente et des salles de réunion.

## Ancienne fabrique de bouchons
À côté du palais de justice se trouve une fabrique de bouchons construite dans les années 1890 sur la même parcelle, le long de Linnankatu.
Le bâtiment a été rénové pour être utilisé par le palais de justice au début des années 1990.
La direction de l'exécution des peines de Finlande propre y est installée.

## Galerie

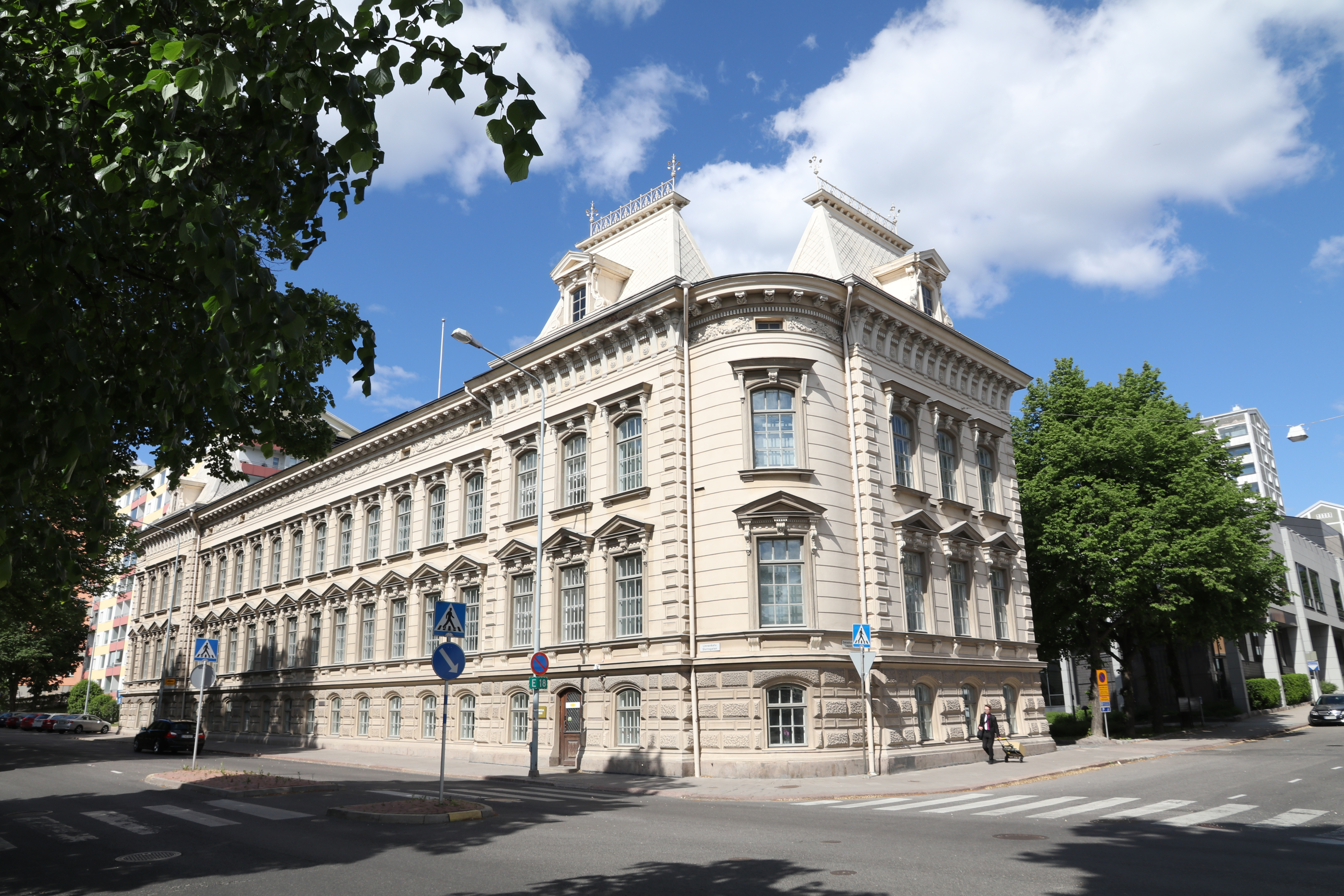
L'ancienne usine de bouchons et derrière le palais de justice.